# Vaszil Anatolijovics Lomacsenko
Vaszil Anatolijovics Lomacsenko, ukránul: Василь Анатолійович  Ломаченко (Bilhorod-Dnyisztrovszkij, 1988. február 17. –) olimpiai bajnok ukrán profi ökölvívó.

## Eredményei
- 2006-ban junior világbajnok légsúlyban.
- 2007-ben  ezüstérmes a világbajnokságon pehelysúlyban, a döntőben az orosz Albert Szelimovtól szenvedett vereséget.
- 2008-ban olimpiai bajnok pehelysúlyban. Megkapta az olimpia legtechnikásabb ökölvívójának járó Val Barker-díjat.
- 2008-ban Európa-bajnok pehelysúlyban.
- 2012-ben másodszor is olimpiai bajnok.
- Amatőr karrierjét 396 győzelemmel és 1 vereséggel zárta.
- 2013 október 12. Első profi meccsén meccsén megszerezte a WBO pehelysúlyú nemzetközi-bajnoka címet.
- 2014 június 21. Harmadik profi meccsén megszerzi a WBO pehelysúlyú világbajnoki címét.
- 2016 június 11. Hetedik profi meccsén az év kiütésével megszerzi a WBO nagypehelysúlyú világbajnoki címét.
- 2017-ben a Ring magazin az év ökölvívójának választja, miután Jason Sosa, Miguel Mariagga, és a kétszeres olimpiai bajnok Guillermo Rigondeaux is feladásra kényszerül ellene.
- Lomachenko napjaink egyik, ha nem a legjobb ökölvívója súlycsoporttól függetlenül.